# بنك الدوحة
بنك الدوحة هو مؤسسة مصرفية قطرية تأسست عام 1979، ويُعد أحد أبرز البنوك التجارية في دولة قطر. يقدّم البنك مجموعة متكاملة من المنتجات المصرفية والخدمات المالية على الصعيدين المحلي والدولي، ويخدم شريحة واسعة من العملاء تشمل الأفراد والشركات والمؤسسات. تنقسم عملياته إلى أربع مجموعات أعمال رئيسية:
- مجموعة الخدمات المصرفية التجارية
- مجموعة الخزينة والاستثمار
- مجموعة الخدمات المصرفية الدولية
- مجموعة الخدمات المصرفية للأفراد

## التوسع الدولي
في إطار استراتيجيته الرامية إلى التوسع العالمي، أنشأ بنك الدوحة فروعاً في كل من الكويت والإمارات العربية المتحدة والهند، إضافة إلى شبكة مكاتب تمثيلية في عدد من العواصم والمراكز الاقتصادية حول العالم، منها: اليابان، الصين، سنغافورة، جنوب أفريقيا، تركيا، المملكة المتحدة، بنغلاديش، ونيبال.

## الجوائز والاعترافات
حصد بنك الدوحة خلال عام 2024 عدة جوائز مرموقة تعكس التزامه بالابتكار والاستدامة، من بينها:
- جائزة التميز في الخدمات المصرفية الرقمية.[2]
- جائزة الطاووس الذهبي العالمية في مجال البيئة والمجتمع والحوكمة (ESG).[3]
- جائزة أفضل بنك في قطر للتمويل السكني.[4]

## برنامج "هِمّة"
في سياق جهوده للتحول الاستراتيجي، أطلق البنك برنامج هِمّة، الذي يهدف إلى خلق قيمة مستدامة للمستثمرين وتعزيز النمو المسؤول. وقد نال البنك على إثر هذا البرنامج جائزة أفضل بنك في مجال التحول في قطر لعام 2024، في تقدير لدوره الريادي في الابتكار والتحول الرقمي والاستدامة المؤسسية.

## الشهادات الدولية
في عام 2024، حصل بنك الدوحة على أربع شهادات آيزو دولية مرموقة:
- ISO 27001:2013 لأمن المعلومات وحماية البيانات
- ISO 20000:2018 لخدمات تكنولوجيا المعلومات
- ISO 10002:2018 لإدارة ملاحظات العملاء
- ISO 9001:2015 للجودة الشاملة

## التصنيفات الائتمانية
حاز البنك على تصنيفات ائتمانية قوية تعكس متانة مركزه المالي، منها:
- تصنيف A من وكالة فيتش
- تصنيف Ba1 من وكالة موديز

مع نظرة مستقبلية مستقرة من كلتا الوكالتين.

## وصلات خارجية
- الموقع الرسمي لبنك الدوحة